# Fiacrius

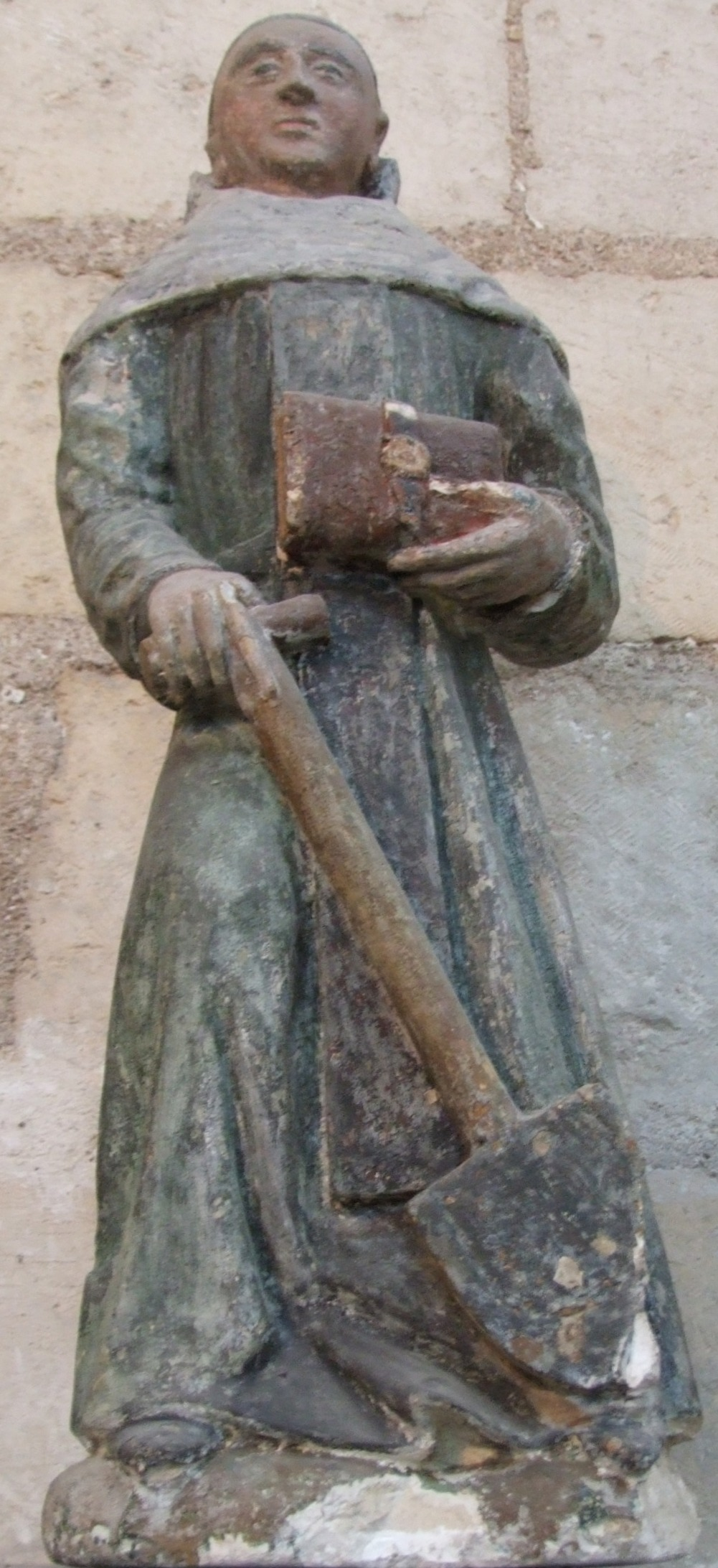
Figur des Fiacre in Saint-Germain d’Auxerre

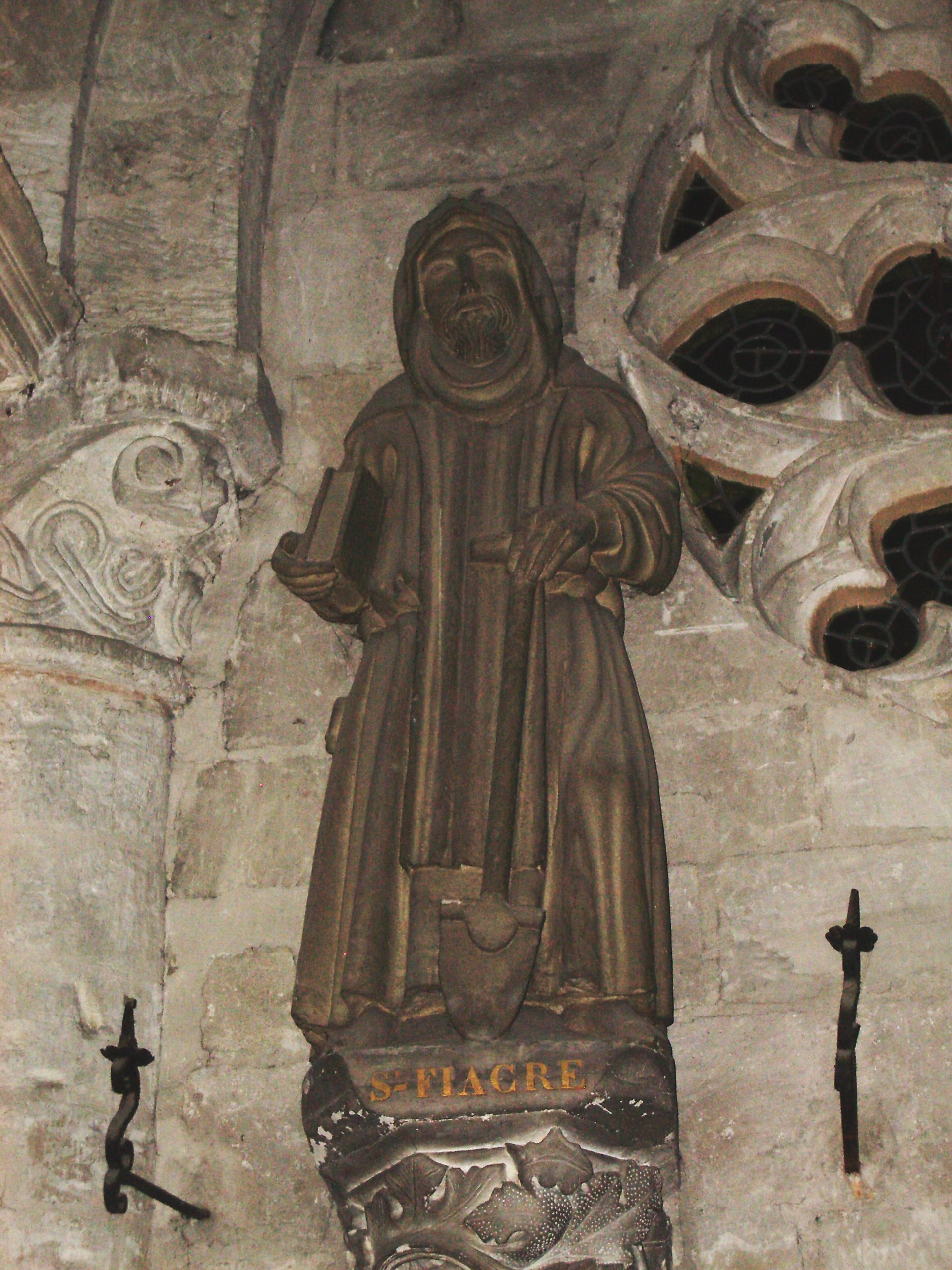
Statue in der Kirche Saint-Taurin, Évreux

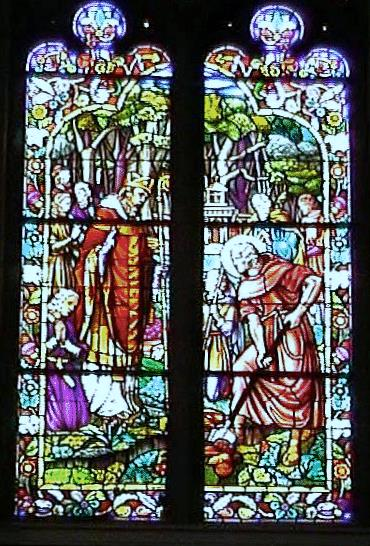
Fiacre und Faro, Glasfenster in der Église Saint-Fiacre, Dison, Belgien.

Fiacrius (Fiacrius von Meaux, Fiacrius von Brie, Fiacre, Fèfre, Fèvre, Fiachra, Fiachrach; * um 590 in Connacht; † 30. August 670 in Meaux) (nach Gabriel Buzlin 620) war ein irischer Einsiedler, der im 7. Jahrhundert von Irland nach Frankreich segelte, um dort als Gärtner und Anachoret zu leben.

## Name
Als weitere Namensvarianten sind Feacar, Fiancorus, Fiacer, Ficker, Fithoc, Mofithog, Mofuttach, Mofutacus und Futtach überliefert. Mabillon nimmt Fefrus als den ursprünglichen Namen des Heiligen an, was O’Hanlon jedoch bestreitet.

## Hagiographie
Nach Gabriel Bucelinus war Fiacrius der älteste Sohn des schottischen Königs Eoin IV. Da er Einsiedler werden wollte, setzte er sich heimlich vom Hofe ab und segelte in Begleitung seiner Schwester Sira (Sirad) nach Frankreich. Nach dem Tode seines Vaters wurde sein jüngerer Bruder Ferchar I. König, der jedoch wegen Missregierung und pelagianischer Neigungen abgesetzt wurde. Die Schotten boten Fiacrius die Krone an, die dieser aber ausschlug. Auch die Unterstützung von Chlodwig II., dem König von Neustrien, konnte den Einsiedler nicht umstimmen. Nachdem ihn die Botschafter weiter bedrängten, betete Fiacrius zu Gott, worauf dieser ihn mit Aussatz schlug, was ihn zum Königsamt ungeeignet machte.
Nach dem Martyrologium von Donegal war er der Sohn von Colman und Enkel des Eogan, ein Nachkomme des Colla-da-crioch. Nach Dubhaltach Mac Fhirbhisigh war Fiacrius Sohn des Colman, Sohn des Eoghan, Sohn des Biodan, Sohn des Oiloil, Sohn des Suibhne, Sohn des Maelduin, Sohn des Fionn, Sohn des Luchada, Sohn des Muirdach Colla-da-crioch, König von Ulster und Alba, der von Conn Cétchathach abstammte. Er wurde durch Conan, Bischof von Sudarn (Soder) erzogen.
Fiacrius’ Schiff landete in der Normandie, von wo er nach Meaux wanderte. In einem Waldstück bei Brodilium (heute Breuil-sur-Vesle) in der Provinz Brie gründete er eine Einsiedelei, heute in Saint-Fiacre (Département Seine-et-Marne) gelegen. Den Grund und Boden erhielt er von dem Bischof Faron von Meaux, der ihm soviel Land versprach, wie er an einem Tag pflügen könnte. Nach einer Legende öffnete sich die Erde bei Berührung mit seiner Grabschaufel von selbst, die Bäume wichen ihm aus und das Gelände wurde so zu einem blühenden Garten, worauf ihn eine Frau namens Becnaude beim Bischof der Hexerei bezichtigte. Sie erbrach in der Folge aber eine Schlange, was die Falschheit ihrer Aussagen belegte. Diese Szene ist auf dem Reliquiar von St. Fiacre abgebildet und heute gilt Fiacrius als Patron der Gärtner.
Ein Stein, auf dem sich der Heilige niederließ und der sich nach Duplessis in einen bequemen Sessel verwandelte, befand sich bis 1793 in Saint-Fiacre und seitdem in der Kathedrale von Meaux. Fiacrius soll mit dem Heiligen Convoyon befreundet gewesen sein.

## Tod und Bestattung
St. Fiacre wurde in seiner Einsiedelei bestattet. Das Reliquiar, das seine sterblichen Überreste barg, hatte die Form einer gotischen Kirche mit Fleurs-de-lys und Delphinen auf dem First. Auf den Seiten des Reliquiars waren Szenen aus dem Leben des Heiligen abgebildet. Louis XI. ließ den Schrein des Heiligen 1478 mit Silber überziehen. 1568 wurden die Reliquien in die Kathedrale von Meaux verbracht. 1527 und 1695 brachten die Medici-Großherzöge von Florenz Teile seiner Reliquien nach Toppaia in Italien.
1313 erteilte der Bischof von Meaux der Abtei Saint-Faron mit Billigung der Gemeinde weitgehende Unabhängigkeit. 1565 mussten die Mönche von St-Fiacre wegen protestantischer Umtriebe fliehen, zuerst in die Wälder, dann nach Chateau Villemorénel und schließlich, auf den Rat von Dalibert, nach Meaux, wo sie am 13. September 1568 eintrafen. Die Mönche versuchten mehrfach, nach St-Fiacre zurückzukehren, aber ihre Bitte wurde abgeschlagen, zuletzt 1683 von Louis XIV. auf den Rat von Bossuet, dem „Adler von Meaux“. 1766 wurde das Kloster durch die Gemeinde von Saint-Maur aufgegeben.

## Wunder
Die Kapelle wurde wegen zahlreicher Wunder bald zum Wallfahrtsziel. Frauen war das Betreten der Einsiedelei nach Fiacrius’ Tod verboten. Selbst Anna von Österreich betete nur am Eingang der Grabkapelle. Auf ihre Fürbitte hin heilte der hl. Fiacrius Ludwig XIII. vom Blutfluss, mit dem er zu Lyon darniederlag. Auch die Geburt ihres ersten Sohnes, des nachmaligen Ludwig XIV. nach zweiundzwanzig Jahren kinderloser Ehe, führte Anna auf das Wirken des Heiligen zurück, weshalb sie im Jahre 1641 nach Saint-Fiacre wallfahrte. Das Gelöbnis des sterbenden Ludwig XIII., den Schrein des Heiligen besser auszustatten, erfüllte seine Witwe und spendete für die Vergoldung des Schreins 1200 Écus. Eine Statue zeigt den König im Gebet vor dem Altar des Heiligen, während ein Engel das französische Wappen hält. Der hl. Fiacrius ist als Gärtner mit Spaten dargestellt.

## Attribute und Gedenktage
Fiacrius ist der Schutzheilige der Gärtner, Kutscher und Taxifahrer. Seine Attribute sind Schaufel und Spaten (Grabscheit). Ein Bild des französischen Malers Laurent de La Hyre, heute im Louvre, zeigt St. Fiacre im Gebet mit Spaten, Szepter und Krone. Er wird auch gegen Hämorrhoidenleiden angerufen.
Sein Feiertag ist der 30. August, seltener wird auch der 29. August angegeben.

## Nachleben
Nach Fiacrius sind Saint-Fiacre (Loire-Atlantique), Saint-Fiacre in Côtes-d'Armor in der Bretagne und Saint-Fiacre in Maine benannt. Er wurde auch in Mörchingen in Lothringen, im Bistum Konstanz und in Schottland verehrt. In der Bretagne finden zu seinen Ehren zahlreiche Prozessionen statt. Auch in der Kirche von St. Ferdinand, Vaugirard, in Paris wird der Festtag des Heiligen begangen.
In Faouët Saint-Fiacre wurden dem Heiligen zu seinem Festtag (Pardon) Blumensträuße geweiht. Ein bretonisches Volkslied („gwerz“) berichtet von einem jungen Mann, der auf dem Pardon des Fiacrius von seinen Kameraden erschlagen, aber durch die Reliquien der Heiligen Barbara wiederbelebt wurde.
In Saint-Friacre im Brie wurden im 15. Jahrhundert Pilgerzeichen aus Blei produziert, die den Heiligen mit Becnaude vor dem Bischof Faron zeigen.
Die Bezeichnung Fiaker führt man auf Fiacrius zurück, da der Hauptstandplatz der Pariser Mietkutschen, die 1662 von dem Pferdehändler Nicolas Souvage eingeführt worden waren, in der Rue Saint-Fiacre lag. Nach einer anderen These führte das Wirtshaus, vor dem diese standen, den Heiligen im Schilde, oder die ersten Fiaker nutzten ein Abbild des hl. Fiacrius als Aushängeschild.

### Kirchen und Kapellen

#### Belgien
- Kirche in Dison bei Verviers, Belgien

#### Frankreich
- Kapelle Saint-Fiacre in Le Faouët (Morbihan)
- Kirche Saint-Fiacre von Guengat (Finistère)
- Kapelle in Guidel (Morbihan)
- Kapelle in Gurunhuel (Côtes-d'Armor)
- Quelle Saint-Fiacre in Les Iffs (Ille-et-Vilaine)
- Kapelle in Mahalon (Finistère)
- Kapelle in Melrand (Morbihan)
- Kapelle in Plouhinec (Morbihan)
- Kapelle in Pluneret
- Saint-Fiacre in Plusquellec (Côtes-d'Armor)
- Kapelle in Pluvigner (Morbihan)
- Kapelle in Radenac (Côtes-d'Armor)
- Kapelle von Runéfan-en-Ploubeyre (Côtes-d'Armor)
- Kapelle in Runac (Côtes-d'Armor)
- Kapelle in Saint-Barthélémy (Morbihan)
- Kapelle in Tadenac (Côtes-d'Armor)
- Kapelle Saint-Fiacre in Treffiagat (Finistère)

#### Irland
- Ruine von Kill-Fiachra/Kilfera auf dem Westufer der Nore ca. 4 km von Kilkenny entfernt, mit der heiligen Quelle des Fiacre[20]
- Kloster Ullard

## Trivia
Ein 1932 erschienener Roman des belgischen Kriminalschriftstellers Georges Simenon trägt den Titel L’affaire Saint-Fiacre und behandelt den angekündigten Mord an einer Gräfin in ihrem Schloss. Er wurde 1959 durch Jean Delannoy mit Jean Gabin in der Hauptrolle als Kommissar Maigret verfilmt.